# Psammothuria
Psammothuria is een geslacht van zeekomkommers uit de familie Chiridotidae.

## Soorten
- Psammothuria ganapati Rao, 1968